# 팔충로
팔충로(Palchung-ro)는 충청남도 부여군 홍산면 남촌삼거리에서 부여군 임천면 탑산리삼거리를 잇는 도로이다

## 주요 경유지
충청남도
- 부여군 (홍산면 - 남면 - 옥산면 - 충화면 - 임천면)

## 노선
| 이름          | 접속 노선                        | 소재지 | 소재지 | 비고 |
| ------------- | -------------------------------- | ------ | ------ | ---- |
| 남촌삼거리    | 국도 제4호선 (대백제로)          | 부여군 | 홍산면 |      |
| 신서교        |                                  | 부여군 | 홍산면 |      |
|               | 남면                             | 부여군 |        |      |
| 마가산고개    |                                  | 부여군 | 충화면 |      |
| 마가산고개    | 옥산면                           | 부여군 |        |      |
| 가덕삼거리    | 한마로                           | 부여군 |        |      |
| 천당교        |                                  | 부여군 | 충화면 |      |
| (이름없음)    | 지방도 제723호선 (덕림로) 충신로 | 부여군 | 충화면 |      |
| 옥실고개      |                                  | 부여군 | 임천면 |      |
| 부처고개      |                                  | 부여군 | 임천면 |      |
| 탑산리 삼거리 | 국도 제29호선 (충절로)           | 부여군 | 임천면 |      |

## 주요 시설및 건물
- 충화초등학교 (팔충로 701/천당리 463-1)
- 충화치안센터 (팔충로 766/천당리 195-2)
- 충화면 행정복지센터 (팔충로 770/천당리 194)
- 충화우체국 (팔충로 772/천당리 192-2)
- 농협 서부여농협 충화지점 (팔충로 783/천당리 26-1)
- 가신보건진료소 (팔충로 1220/가신리 298-6)